# Horst Sakulowski
Horst Sakulowski (* 28. August 1943 in Saalfeld) ist ein deutscher Keramiker, Maler, Zeichner, Grafiker und Videokünstler.

## Leben und Werk
Sakulowski absolvierte nach dem Abitur 1961/1962 bei Gerda Körting in Saalfeld eine Lehre als Keramiker. Von 1962 bis 1967 studierte er bei Hans Mayer-Foreyt, Fritz Fröhlich, Harry Blume, Werner Tübke und Bernhard Heisig an der Hochschule für Grafik und Buchkunst Leipzig. Seit 1967 ist er freischaffend in Weida/Thüringen, wo er auch mit seiner Ehefrau Karin Berger lebt. Er ist der Vater von Rolf Sakulowski.
Seine Arbeitsgebiete sind Malerei, Zeichnung, Grafik, Plastik, Foto-, Film und Videokunst. Sakulowski hatte in der DDR und seit der deutschen Wiedervereinigung eine bedeutende Zahl von Einzelausstellungen und Ausstellungsbeteiligungen, u. a. von 1972 bis 1988 auf der VII. bis X. Kunstausstellung der DDR in  Dresden.
Er war bis 1990 Mitglied des Verbands Bildender Künstler der DDR und ab 1974 Leiter der Sektion Maler, Grafiker, Plastiker des Bezirks Gera.

## Rezeption
„Sein Thema ist der leidende Mensch, seine Arbeiten geprägt von einem hohen humanistischen und ethischen Ideal.“
„… Sakulowskis Zeichnungen, in denen der Künstler sein christlich-humanistisches Menschenbild bezeugt, sind beeindruckend. In einer ungeschönten Wahrhaftigkeit zeigt er den Menschen und wie er sich verhält. Und das mit meisterhafter Zeichentechnik, die sich mit den Großen der Kunstgeschichte messen kann.“
Uwe Klos (Maler, * 1959)

## Darstellung Sakulowskis in der bildenden Kunst
- Kurt Pesl: Der Maler Horst Sakulowski (Grafit, 1981)[4]

## Museen und öffentliche Sammlungen mit Werken Sakulowskis (unvollständig)
- Altenburg/Thür.: Lindenau-Museum
- Bad Franlenhausen: Panorama Museum
- Berlin: Kunstsammlung des Deutschen Bundestags
- Dresden: Galerie Neue Meister[5]
- Erfurt: Grafiksammlung der Stadt- und Regionalbibliothek[6]
- Gera: Kunstsammlung Gera
- Halle/Saale: Kunstmuseum Moritzburg
- Jena: Kunstsammlung Jena[7]
- Mühlhausen: Mühlhäuser Museen. (Sammlung Thüringer Kunst)
- Weida: Museum in der Osterburg

## Ehrungen
- 1975: Förderpreis des Ministeriums für Kultur der DDR
- 1975: Kunstpreis des Rates des Bezirks Gera
- 1978: Kunstpreis der FDJ
- 1984: Kunstpreis der DDR
- Ehrenbürgerschaft der Stadt Weida

## Beispiele für Druckgrafik und Zeichnungen
- NVA-Zeichenzirkel (1971, Holzschnitt; auf der VII. Kunstausstellung der DDR)[8]
- Der Alptraum des Diktators (1979, Bleistift-Zeichnung, graugrün grundiert; auf der IX. Kunstausstellung der DDR)[9]
- Das aus der Erde wachsende Lamm[10]
- Ein römischer Totentanz (1983, Aquatinta, 29,5 × 27 cm; in der Grafik-Edition XV. des Verlags Philipp Reclam. jun. Leipzig)
- Ahnenspuk (1987, kleingrafische Radierung aus der Mappe Variationen über Schloss Burgk)[11]

## Einzelausstellungen (Auswahl)
- 1965 Leipzig, Galerie Engewald
- 1971 Berlin, Kulturhaus
- 1977 Magdeburg, Galerie des Staatlichen Kunsthandels
- 1988 Weida, Galerie der Osterburg
- 1989 Gera, Galerie am Markt
- 1993 Gera, Kunstsammlung Gera; Bad Frankenhausen, Panorama Museum; Saalfeld, Thüringer Heimatmuseum
- 1995 Coburg, Kunstverein
- 1996 Meiningen, Städtische Galerie Ada, Reithalle und Dresdner Bank; Potsdam, Galerie im Alten Rathaus
- 1997 Kleinsassen, Kunststation
- 1998 Erfurt, Bilderhaus Krämerbrücke
- 1999 Eisenhüttenstadt, Städtische Galerie
- 2001 Erfurt, Kunsthalle
- 2002 Sondershausen, Schloßmuseum
- 2003 Saalfeld, Stadtmuseum
- 2006 Volkenroda, Christuspavillon
- 2007 Mühlhausen, Galerie Thoms
- 2008 Apolda, Kunsthaus
- 2010 Meiningen, Städtische Galerie Ada
- 2013 Greiz,  Oberes und Unteres Schloss
- 2015 Neu-Isenburg, Stadtmuseum „Haus zum Löwen“
- 2023 Gera, Orangerie („retrospektiv“)